# 기장반월성
기장반월성(機張半月城)은 부산광역시 기장군 정관읍 월평리에 있는 삼국 시대의 토성이다.

## 개요
기장반월성은 경주 반월성과 비슷하게 생겼다고 하여 이 같은 이름이 붙은 것이다. 기장 반월성에 대해서는 조선 초기의 지리지나 조선 후기의 기장현읍지(機張縣邑誌) 등에 전혀 기록이 안 되어 있지만, 구 기장군 향토지에 따르면 “둘레는 800척이고, 높이는 12척 정도”라고 기록되어 있다. 또한 「차성가(車城歌)」에 “반월성 돌아드니 임석에 말을 메고, 우리 벗님 보내는데 그 아니 송정자가”라는 구절이 있다. 이를 통해 기장반월성은 예로부터 기장 지역에서 알려져 있는 성이었음을 알 수 있다.
또한 기장반월성은 정관에서 양산과 울산으로 가는 중요한 길목에 있는데, 이곳은 이전에도 중요한 교통로였다. 이는 고려 시대의 아등량(阿等良)과 동국여지승람(東國輿地勝覽) ‘기장현 역원 조’에 따르면 “아월역(阿月驛)은 현의 북쪽 48리에 있다.”라고 기록되어 있는 것을 통해 알 수 있다. 아월역은 아등량에서 비롯되었고, 아월은 언덕 ‘아’와 달 ‘월’을 의미하므로 달의 모양이 토성과 일맥상통하고 있다. 삼국사기(三國史記) 권44 ‘거도 전’에 따르면 신라 장수 거도(居道)가 우시산국과 거칠산국을 정벌할 생각으로, 매년 한 번씩 마필을 장토(張吐)의 들에 모아 놓고 군사 훈련을 시켰다고 한다. 이때의 장토가 이곳과 무관하지 않다. 거도는 기장반월성 앞의 다른 장소에서 군사를 훈련시키고, 기장 반월성을 정복하여 점차 우시산국과 거칠산국을 멸망시켰을 것이다. 실제 기장 지역에는 반월성 동쪽 고개를 진티 고개라 하고, 진티 고개를 넘어 정관읍이 있는 곳에 진계등(陣界嶝)이 있다. 진티 고개는 진상(陣峠) 고개로서 진영이 있는 고개로 풀이되고, 진계등은 진의 경계를 이루고 있는 산등성이이다. 진계등은 거도의 거칠산국 정복과 연계지어 해석할 수 있다.

## 변천
기장반월성은 문헌 자료에 어떠한 내용도 기록되어 있지 않아 변천을 알 수 없지만, 「차성가」에 기록될 만큼 기장의 역사와 함께하였다고 할 수 있다.

## 위치
기장반월성은 부산광역시 기장군 정관읍 월평리 월평마을 도로변 주위에 위치한다.

## 현황
기장반월성은 발굴이 이루어지지 않았을 뿐만 아니라 최근의 학술적 조사인 『기장군 문화 유적 분포 지도』에도 누락되어, 그 흔적이 거의 사라져 가고 있다.

## 참고 문헌
삼국사기 ‘거도전’에 기록된 내용과 「차성가」의 기록을 고려한다면 일정한 의미가 있다. 기장반월성은 향후 종합적인 검토가 있어야 할 것이다.